# Maxime de Zeeuw
Maxime de Zeeuw (Uccle, 26 de abril de 1987) es un jugador belga de baloncesto. Mide 2,04 metros de altura y ocupa la posición de Ala-Pívot. Pertenece a la plantilla del Limburg United de la BNXT League. Es internacional absoluto con Bélgica.

## Trayectoria
Empezó su carrera en la temporada 2004-2005 en el Excelsior Brussels Basket donde ganó el premio a Rookie del Año. Después estuvo cinco temporadas en el RBC Verviers-Pepinster donde ganó el Jugador Más Mejorado en 2009. 
En la siguiente temporada, la 2010-2011, fichó por Gent Hawks. En la 2011-2012 volvió al RBC Verviers-Pepinster. 
En 2012 firmó con el Port of Antwerp Giants donde en los dos años que estuvo desplegó su mejor versión. En la Eurochallenge 2013-2014 fue el MVP de la primera jornada junto con Greg Brunner, tras anotar 21 puntos (9 de 14 en tiros), coger 10 rebotes, robar 4 balones y dar 2 asistencias para 31 de valoración en la victoria de su equipo contra JDA Dijon. Fue premiado al finalizar la Eurochallenge por Eurobasket.com con el Jugador Europeo del Año y el Jugador Defensivo del Año. También consiguió el Jugador Belga del Año de la liga belga en 2014.
En la temporada 2014-2015 jugó en el histórico italiano Pallacanestro Virtus Roma. 
En 2015 firmó una temporada con el ČEZ Basketball Nymburk checo. 
Posteriormente disputó dos temporadas defendiendo los colores del EWE Baskets Oldenburg alemán. 
En julio de 2018 ficha por el Obradoiro de la Liga ACB por dos temporadas.
En las filas del Obradoiro CAB jugaría durante dos temporadas, aportando en su segunda temporada la cifra de 3.5 puntos y 2.0 rebotes por partido en la liga Endesa.
El 23 de noviembre de 2020, firma por el Hapoel Holon de la Ligat Winner israelí, tras haber firmado antes por el Zielona Gora, donde no llegó ni a debutar.
El 27 de enero de 2022, fichó por el New Basket Brindisi de la Lega Basket Serie A.
El 1 de julio de 2022 fichó por el Limburg United de la BNXT League.

## Selección nacional
Con la selección ha participado en el Eurobasket 2011 en Lituania, Eurobasket 2013 en Eslovenia, Eurobasket 2015 en Francia y el Eurobasket 2017 en Turquía.
En septiembre de 2022 disputó con el combinado absoluto belga el EuroBasket 2022, finalizando en decimocuarta posición.

## Estadísticas

### Liga Belga
| Año       | Equipo  | PJ | PT | MPP  | %TC  | %3P  | %TL  | RPP | APP | ROB | TPP | PPP  |
| --------- | ------- | -- | -- | ---- | ---- | ---- | ---- | --- | --- | --- | --- | ---- |
| 2012-2013 | Antwerp | 23 |    | 14.5 | .404 | .370 | .857 | 3.5 | 0.7 | 0.7 | 0.0 | 5.1  |
| 2013-2014 | Antwerp | 36 |    | 26.2 | .485 | .374 | .692 | 6.0 | 1.3 | 1.0 | 0.3 | 11.4 |